# Sävar
Sävar – miejscowość (tätort) w Szwecji, w regionie administracyjnym (län) Västerbotten, w gminie Umeå.
Według danych Szwedzkiego Urzędu Statystycznego liczba ludności wyniosła: 2968 (31 grudnia 2015), 3000 (31 grudnia 2018) i 3015 (31 grudnia 2019).